# Crotophaga
Crotophaga Linnaeus, 1758 è un genere di uccelli cuculiformi della famiglia Cuculidae, a cui appartengono gli ani. Talvolta vengono sistemati nella famiglia separata dei Crotophagidae.

## Descrizione
Gli ani sono uccelli di medio-grandi dimensioni, hanno la coda lunga e i becchi profondamente corrugati. Il piumaggio è nero, così come il becco. Il volo è fiacco e vacillante, in compenso si muovono bene a terra dove trovano anche il cibo. Si nutrono di termiti e di altri grossi insetti, ma anche di lucertole e rane. L'affermazione secondo cui gli ani libererebbero dai parassiti i grossi animali è stata contestata: se da una parte non ci sono dubbi sul fatto che questi uccelli seguano il bestiame per catturare gli insetti smossi dal terreno o i parassiti che cadono dagli animali, dall'altra non c'è nussuna prova che li rimuovano attivamente dai loro corpi.
Sono uccelli gregari che si riuniscono in numerosi gruppi. A differenza di alcuni cuculi (specialmente del genere Cuculus), gli ani non sono parassiti di cova, ma nidificano in comunità. Numerose coppie costruiscono un unico nido su un albero, a 2-6 metri d'altezza, e una certa quantità di femmine vi depone le loro uova (fino a 29 in un solo nido). Queste si divideranno il compito di incubare le uova prima e di allevare i pulcini poi. Il periodo di incubazione è di circa 15 giorni.
Gli ani vivono soprattutto in America Centrale e Meridionale, e due delle tre specie si spingono a nord fino agli Stati Uniti.

## Tassonomia
Questo genere è suddiviso in 3 specie:
- Crotophaga major - Ani maggiore
- Crotophaga ani - Ani beccoliscio
- Crotophaga sulcirostris - Ani beccosolcato